# Lichfield
Lichfield és un poble del districte de Lichfield, Staffordshire, Anglaterra. Té una població de 33.784 habitants i districte de 103.061. Al Domesday Book (1086) està escrit amb la forma Lece/Licefelle.

## Personatges il·lustres
- Samuel Johnson (1709 - 1784) poeta, crític i lexicògraf